# Blodåre
Blodårerne danner sammen med hjertet blodkredsløbet. Blodårer inddeles i arterier (pulsårer), arterioler, kapillærer, venoler, vener og hulvener.
I arterierne løber der iltrigt blod, og på grund af ilten ser de røde ud. En arteriole er mindre end en arterie. Vener transporterer iltfattigt blod, og derfor er de mere blå. De mangler arteriernes megen hæmoglobin, der er rødt.